# Rajon Glodeni
Der Rajon Glodeni ist ein Rajon in der Republik Moldau. Die Rajonshauptstadt ist Glodeni.

## Geographie
Der Rajon liegt im Nordwesten des Landes an der Grenze zu Rumänien entlang des Flusses Pruth. Die Nachbarbezirke innerhalb Moldaus sind Fălești und Rîșcani.
Das 6032 ha große, am Pruth gelegene Naturschutzgebiet Pădurea Domnească im Rajon Glodeni ist das größte Naturschutzgebiet Moldaus.

## Geschichte
Der Rajon Glodeni besteht seit 2003. Bis Februar 2003 gehörte das Gebiet zum inzwischen aufgelösten Kreis Bălți (Județul Bălți).

## Bevölkerung

### Bevölkerungsentwicklung
1959 lebten im Gebiet des heutigen Rajons 53.964 Einwohner. In den folgenden zwanzig Jahren stieg die Bevölkerungszahl und betrug 61.674 im Jahr 1970 und 65.555 im Jahr 1979. Während die Zahl der Einwohner bis zur Volkszählung 1989 landesweit anstieg, sank sie im Rajon Glodeni leicht auf 64.677. Dem landesweiten Trend folgend, fiel die Einwohnerzahl des Rajons bis 2004 auf 60.975. 2014 lag sie bei 51.306.

### Volksgruppen
Laut der Volkszählung 2004 stellen die Moldauer mit 76,0 % die anteilsmäßig größte Volksgruppe im Rajon Glodeni, gefolgt von den Ukrainern mit 19,5 %, die damit deutlich über dem landesweiten Anteil von 8,4 % liegen. Kleinere Minderheiten bilden die Russen mit 2,8 % und die Rumänen mit 0,5 % sowie die Gagausen und Bulgaren mit jeweils 0,1 %.